# Vincenzo Spampanato
Vincenzo Spampanato (Nola, 15 gennaio 1872 – Napoli, 22 novembre 1928) è stato uno storico della filosofia italiano, studioso di Giordano Bruno e di altri pensatori dell'Italia meridionale fra cui Bernardino Telesio, Tommaso Campanella e Giovanni Battista Della Porta.

## Biografia
Insegnante di liceo, frequentò la casa di Benedetto Croce, che ne apprezzò gli studi bruniani. Elena Croce, figlia del filosofo, fu sua allieva. Così lo ricorderà Fausto Nicolini:
I due voluminosi tomi della Vita di Giordano Bruno furono pubblicati nel 1921 per l'editore Principato, nella collana Studi filosofici di Giovanni Gentile. Nel ricco epistolario tenuto con Gentile (194 lettere e cartoline indirizzategli da Spampanato), emergono insistenti richiami alla stesura dell'opera, elaborata con lentezza e fatica. Gentile, che dopo la prematura scomparsa di Spampanato farà stampare un'edizione aggiornata dei documenti da lui raccolti, lo definì «un lavoratore onesto e appassionato [...] tenace nella ricerca e nella critica, scrupoloso nello studio di tutto chiarire, accertare e documentare». Gentile considerò la Vita di Giordano Bruno di Spampanato come «il suo capolavoro», notando che «il piedistallo ha interessato l'autore più della statua; ed è riuscita una costruzione massiccia, lavorata pietra sopra pietra con arte paziente e perseverante e con un entusiasmo, una abnegazione inesauribile: base salda, incrollabile, necessaria a reggere qualunque statua più viva riuscirà mai a raffigurare il grande pensatore».
Tale opera valse allo Spampanato il premio dell'Accademia Nazionale dei Lincei per le Scienze storiche, e suscitò le recensioni entusiaste di Guido De Ruggiero e Luigi Russo, il quale la giudicò «il risultato definito di un lavoro condotto per anni, con un acume filologico pari alla pazienza e diligenza, [...] una biografia di ordine erudito, e rigorosamente documentata».
Spampanato ebbe tre figli. L'unico maschio, Bruno, essendo un fervente fascista, gli creò problemi nei rapporti con Croce.